# Bodenheim
Bodenheim település Németországban, Rajna-vidék-Pfalz tartományban. Lakosainak száma 7931 fő (2023. december 31.).

## Népesség
A település népességének változása:
| Lakosok száma | 5053 | 7690 | 7736 | 7812 | 7984 | 7931 |
|               | 1975 | 2017 | 2019 | 2021 | 2022 | 2023 |